# Ioan Andone
Ioan Andone (Șpălnaca, 15 marzo 1960) è un allenatore di calcio ed ex calciatore romeno, di ruolo difensore, presidente del Voluntari.

## Carriera

### Calciatore

#### Club
Fece il suo debutto in Divisione A scendendo in campo per il Corvinul Hunedoara nel 1979. Nel 1983 passò alla Dinamo Bucarest, con la quale vinse il Campionato nel 1984 e nel 1990 e la Coppa di Lega nel 1984, nel 1986 e nel 1990, stesso anno in cui si trasferì agli spagnoli dell'Elche Club de Fútbol per la cifra di 520.000$. L'anno successivo va a giocare nei Paesi Bassi per l'Heerenveen, squadra dove chiude la carriera nel 1993, all'età di 33 anni.

#### Nazionale
Andone scese in campo per la Nazionale Romena 55 volte segnando 2 goal fra il 1982 e il 1990, partecipando, fra l'altro, agli Europei del 1984 e ai Mondiali del 1990.

### Allenatore
Dopo il ritiro da giocatore, Andone iniziò la carriera da allenatore, prendendo le redini dello Sportul Studențesc. Allenò poi l'U Cluj, Petrolul Ploiești, Farul Constanța, FC Brașov, FC Bihor Oradea. Nel 2002, dopo essere tornato per la terza volta allo Sportul, passò alla Dinamo Bucarest, dove vinse un Campionato e tre Coppe di Lega in tre anni. Si trasferisce poi ai ciprioti dell'Omonia Nicosia per poi tornare in Romania al CFR Cluj, con il quale si laurea nuovamente Campione prima di essere esonerato a ottobre 2012
Dal 2008 al 2009 ha allenato l'Al-Ettifaq.

## Palmarès

### Giocatore
- Campionato rumeno: 2

Dinamo Bucarest: 1983-1984, 1989-1990
- Coppa di Romania: 3

Dinamo Bucarest: 1983-1984, 1985-1986, 1989-1990

### Allenatore
- Campionato rumeno: 3

Dinamo Bucarest: 2003-2004
CFR Cluj: 2007-2008, 2011-2012
- Coppa di Romania: 4

Dinamo Bucarest: 2002-2003, 2003-2004, 2004-2005
CFR Cluj: 2007-08